# Gosen-Neu Zittau
Gosen-Neu Zittau est une commune de l’arrondissement d'Oder-Spree, au Brandebourg, en Allemagne.

## Démographie
En 2017 sa population était de 3 167 habitants.